# نورده‌لوس
نورده‌لوس (به هلندی: Noordeloos) یک منطقهٔ مسکونی در هلند است که در خیسن‌لاندن واقع شده‌است. نورده‌لوس ۱٬۸۱۶ نفر جمعیت دارد.

## نگارخانه

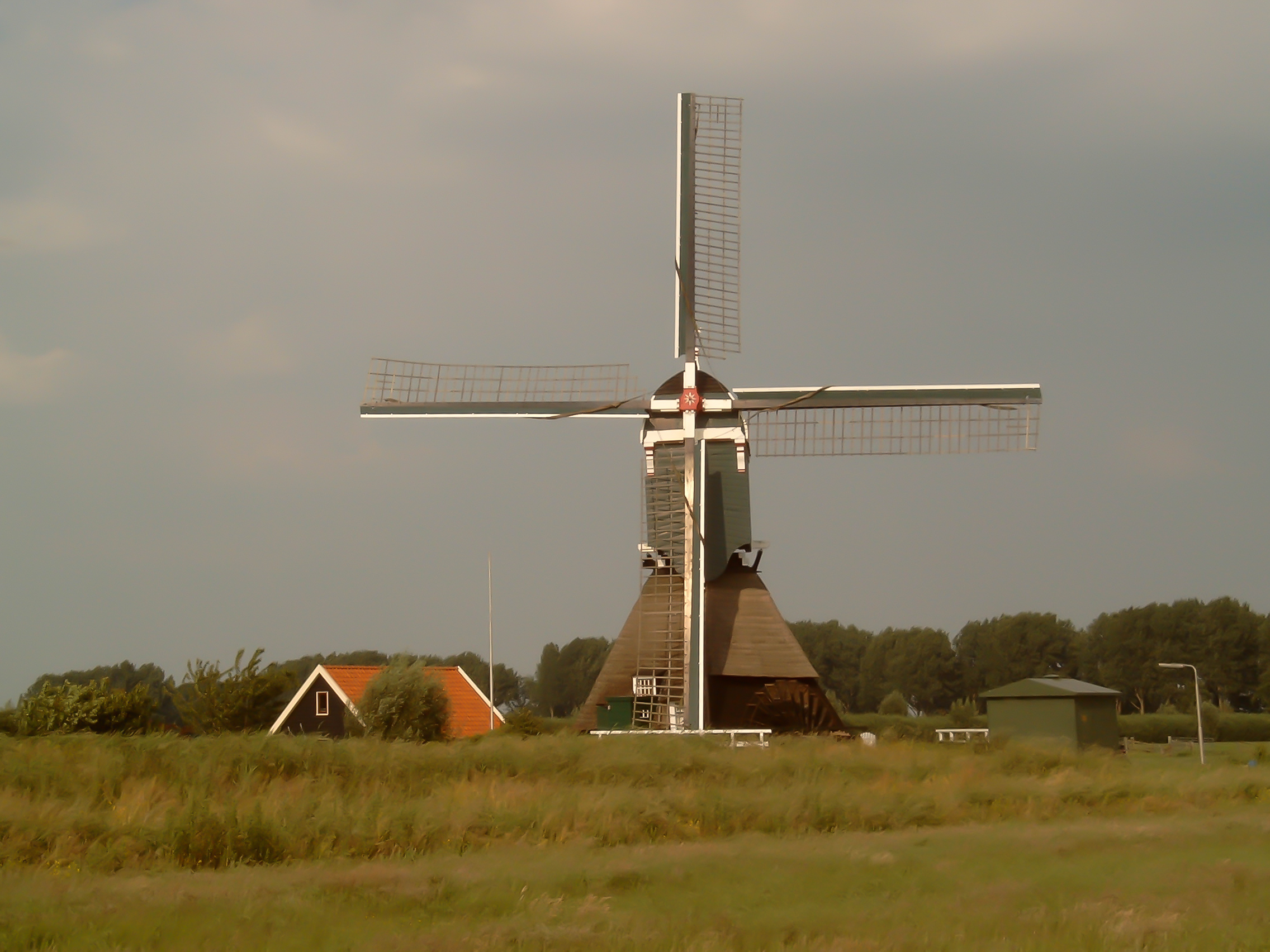
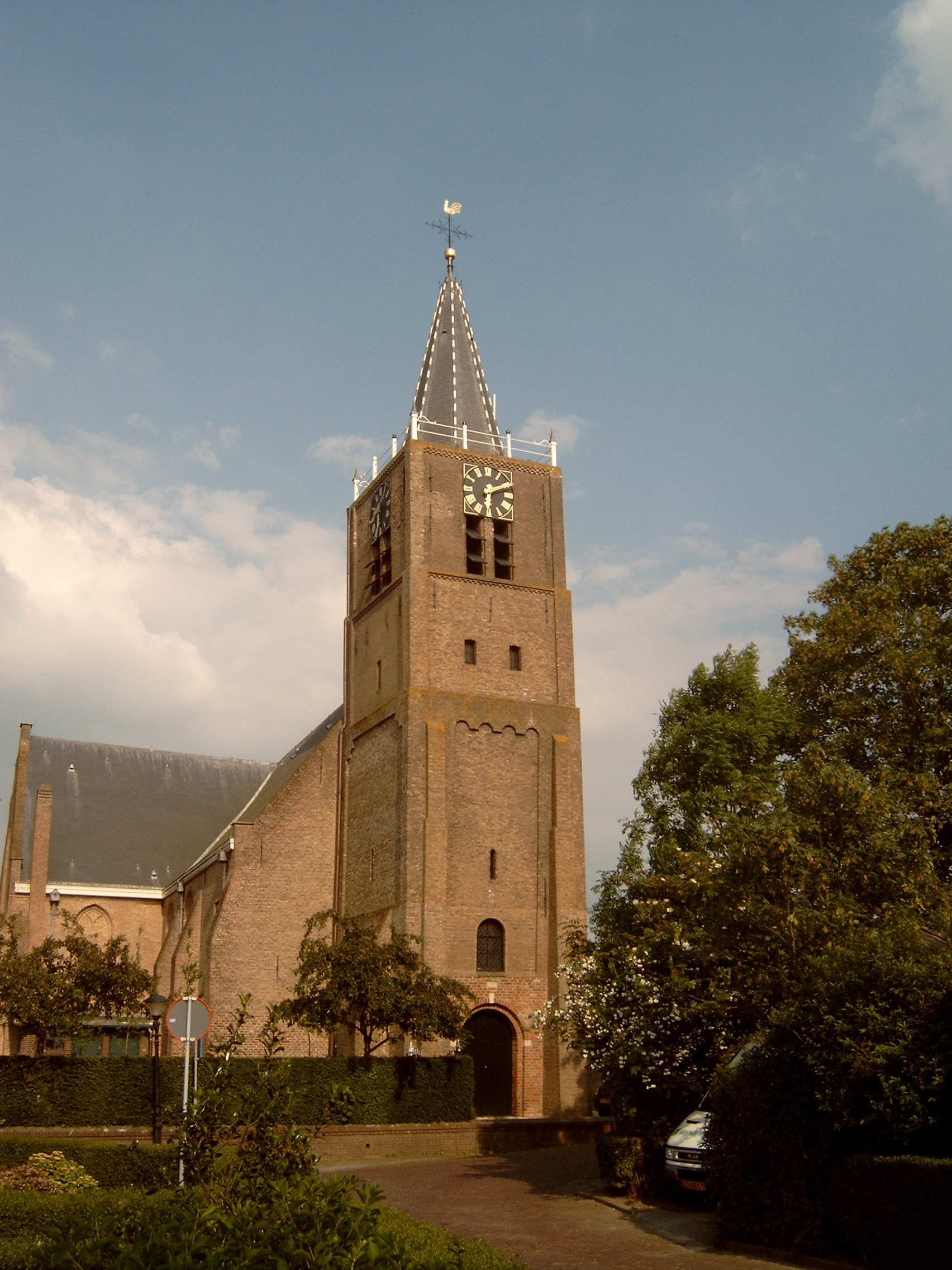
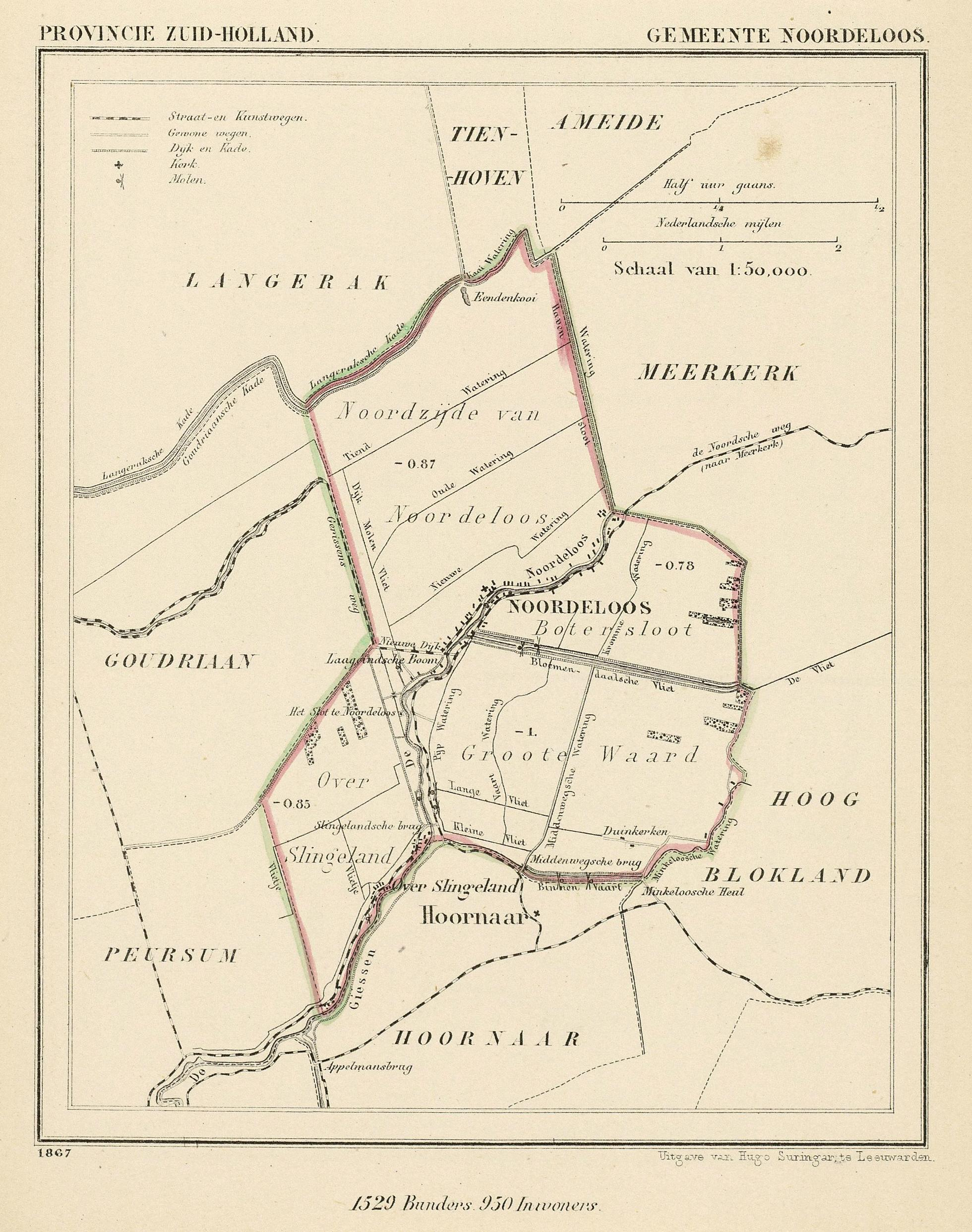